# Col de la Forclaz (Montmin)
Der Col de la Forclaz oder Col de la Forclaz de Montmin ist ein 1157 Meter hoher Gebirgspass in den französischen Alpen. Er befindet sich in der Region Auvergne-Rhône-Alpes im Département Haute-Savoie und verbindet über die D42 die Gemeinden Talloires-Montmin im Norden mit Faverges-Seythenex im Süden. Auf der Passhöhe befinden sich mehrere Restaurants und Geschenkläden. Von der Passhöhe biegt eine kleinere Straße ab, die zu einem Paragleiter Startplatz führt. Vom Pass aus hat man einen guten Ausblick auf den nahegelegenen Lac d’Annecy.
In Frankreich gibt es (mindestens) drei weitere Pässe mit dem Namen Col de la Forclaz. Der bekannteste ist ein 1844 Meter hoher Grenzpass bei Bonneville (Col de la Forclaz). Weiters befindet sich ein namensgleicher Pass in der Gemeinde Queige.

## Streckenführung

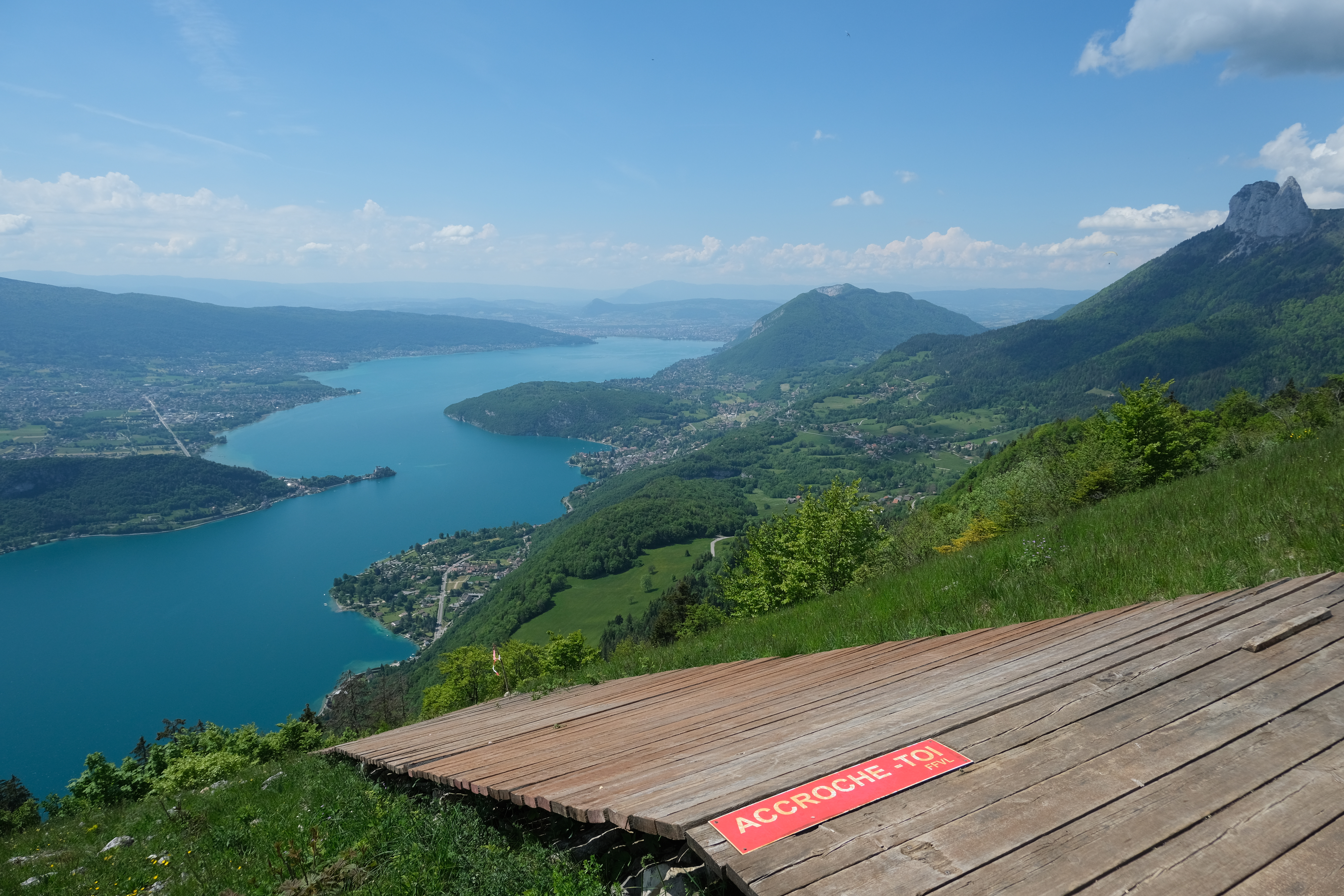
Blick vom Col de la Forclaz auf den Lac d’Annecy

Die Nordauffahrt beginnt nachdem man von der D909A auf die D42 abgebogen ist. Nach dem Verlassen des Ortsgebiets von Talloires, führt die Straße durch ein kurzes Waldstück und passiert dabei zwei kurze Tunnel-Passagen. Nun nimmt die Steigung ab und führt bei unter 5 % durch Vérel. Insgesamt ist die Durchschnittssteigung auf den ersten fünf Kilometern mit etwas über 5 % eher moderat. Dies ändert sich kurz vor Rovagny, wo die Straße zunächst mit rund 8 % und auf den letzten zweieinhalb Kilometern mit über 10 % im Schnitt bergauf führt. Im oberen Teil führt der Pass erneut durch bewaldetes Gebiet. Insgesamt weist die Nordauffahrt auf einer Länge von 8,5 Kilometern eine durchschnittliche Steigung von 7 % auf.
Die Südauffahrt beginnt in Vésonne und verläuft im unteren Teil entlang des Ruisseau de Montmin. Auf den ersten zweieinhalb Kilometern fällt die Steigung nicht unter 10 %, ehe ein Kilometer bei rund 6,5 % folgt. In diesem Streckenabschnitt wird der Ruisseau de Montmin überquert und man erreicht nach einem Kilometer mit einer Durchschnittssteigung von über 11 % die Ortschaft La Perrière. Nach einem weiteren Kilometer bei 9 % im Schnitt flacht die Straße ab und fällt bei Montmin für eineinhalb Kilometer sogar leicht ab. Der letzte Kilometer beginnt bei La Côte und führt mit über 10 % geradeaus auf die Passhöhe. Insgesamt weist die acht Kilometer lange Südauffahrt trotz eines Flachstücks eine Durchschnittssteigung von rund 8 % auf.

## Tour de France
Im Jahr 1959 führte die Tour de France im Rahmen der 19. Etappe erstmals über den Col de la Forclaz de Montmin. Die Etappe führte von Saint-Vincent in Italien über den Großen St. Bernhard und einen weiteren Col de la Forclaz (Bonneville) nach Annecy und stellt die letzte Alpen-Etappe dar. Die Südauffahrt des Col de Forclaz de Montmin bildete den Schlussanstieg und wurde als Bergwertung der 2. Kategorie klassifiziert. Während der Schweizer Rolf Graf den Pass als erster Fahrer überquerte, verteidigte Federico Bahamontes das Gelbe Trikot und gewann wenige Tage später als erster Spanier die Tour de France.
Im Jahr 1997 kehrte die Frankreich-Rundfahrt auf den Col de Forclaz de Montmin zurück, wobei in der frühen Phase der 15. Etappe erneut die Südauffahrt befahren wurde. Bei der Tour de France 2004 wurde die Südauffahrt erstmals als Bergwertung der 1. Kategorie klassifiziert, ehe das größte Radrennen der Welt im Jahr 2016 erstmals die Nordauffahrt (1. Kategorie) in Angriff nahm. Im Anschluss wurde mit dem Col de la Forclaz (Queige) erneut ein namensgleicher Pass befahren. Bei der Tour de France 2023 wurde im Rahmen der 15. Etappe erneut die Nordseite des Col de Forclaz de Montmin befahren.
| Jahr | Etappe     | Bergwertung  | Erster am Gipfel | Auffahrt |
| ---- | ---------- | ------------ | ---------------- | -------- |
| 1959 | 19. Etappe | 2. Kategorie | Rolf Graf        | Süd      |
| 1997 | 15. Etappe | 2. Kategorie | Laurent Jalabert | Süd      |
| 2004 | 17. Etappe | 1. Kategorie | Richard Virenque | Süd      |
| 2016 | 19. Etappe | 1. Kategorie | Thomas De Gendt  | Nord     |
| 2023 | 15. Etappe | 1. Kategorie | Alexei Luzenko   | Nord     |